# Zaccaria Dolfin

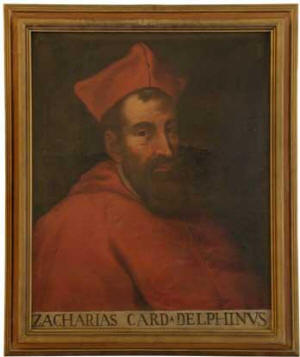
Kardinal Dolfin (Gemälde)

Zaccaria Dolfin (Delfino) (* 29. März 1527 in Venedig; † 29. Dezember 1583 in Rom) war Kardinal und Apostolischer Nuntius am Kaiserhof in Wien.

## Leben
Als Spross der venezianischen Patrizierfamilie Dolfin absolvierte er seine Studien der Philosophie und der Jurisprudenz in Padua. Er war einer von wenigstens sieben Söhnen des Andrea Dolfin und der Deia Mocenigo. Im Alter von fast 23 Jahren empfing Dolfin 1550 die Priesterweihe und trat in Rom seine kirchliche Laufbahn an. Drei Jahre später wurde er am 5. Mai 1553 zum Bischof von Lesina (heute Bistum Hvar in Kroatien) ernannt. Im Jahre 1554 wurde Dolfin als päpstlicher Nuntius an den Hof nach Wien geschickt, wo er bis 1556 blieb. In der Residenzstadt konnte er ausgezeichnete Kontakte zu den Jesuiten knüpfen, abgesehen davon setzte er sich dafür ein, junge Männer aus Böhmen und Deutschland zum Studium nach Rom zu senden. Darüber hinaus war er ein großer Förderer des Clementinums in Prag. Dolfin setzte sich wie Papst Julius III. für die Ernennung Petrus Canisius zum Bischof von Wien ein, aber alle diplomatischen Bemühungen zum Trotz, entschied man sich für einen anderen Kandidaten. Er begleitete Kardinal Morone auf den Reichstag nach Augsburg; er blieb als Repräsentant des Papstes vor Ort, als die Kardinäle Morone und Truchseß wegen des Todes von Julius III. nach Rom zurückkehrten. Im Jahre 1555 reiste Dolfin in Richtung Rom ab. Paul IV. sandte ihn im Dezember 1555 erneut zu Kaiser Ferdinand, der ihm sehr gewogen war. 

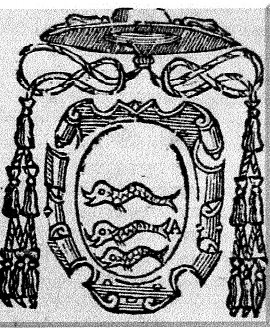
Kardinalswappen

Er versuchte die negativen Wirkungen der Entscheidungen vom Reichstag zu Augsburg 1555 für die Papstkirche zu begrenzen und war sehr auf die Durchführung der Kirchenreform aus. Trotzdem musste er mitansehen, wie den Reformierten immer wieder große Konzessionen vom Kaiser gemacht wurden. Ende 1556 kehrte er an den päpstlichen Hof zurück und berichtete Paul IV. über die Verhältnisse im Reich. Zugleich unterrichtete er von Rom aus Ferdinand über die römische Situation. Auf Grund dieser Kontakte schickte der neue Papst Pius IV. (seit 1559) Dolfin 1560 abermals zu Kaiser Ferdinand. Seine Aufgabe war es, diesen für die Wiedereröffnung des Konzils in Trient zu gewinnen, da der Kaiser ein neues Konzil in Innsbruck abhalten wollte. Dolfin erreichte schließlich die Zustimmung Ferdinands für Trient und reiste im Anschluss daran durch die deutschen Lande, um die Prälaten zum Konzil einzuladen. Er nahm auch an der Zusammenkunft der Protestanten 1561 in Naumburg (Saale) teil. Hier aber verweigerten sich jene völlig der Teilnahme am Konzil in Trient. Nach Dolfins Rückkehr nach Wien wurde er erneut päpstlicher Nuntius, diesmal bis 1565.
Er bemühte sich auch um eine positive Regelung der Frage nach dem Laienkelch und der Priesterehe. Darüber hinaus wurde er beauftragt, die Beschlüsse des Konzils von Trient den deutschen Geistlichen zu übermitteln. Am 12. März 1565 wurde Dolfin durch Papst Pius IV. zum Kardinal erhoben und folgenden September Kardinalpriester von Santa Maria in Aquiro. Am Konklave von 1565 bis 1566, aus dem Pius V. hervorging, nahm er teil. Delfino wechselte im Jahr 1578 seine Titelkirche und erhielt kurzzeitig Santo Stefano al Monte Celio und bereits 1579 Sant’Anastasia. Unter Gregor XIII. erhielt er 1573 das Vizeprotektorat über die deutsche Nation.
Auf Dolfin geht der Vorschlag zurück, Nuntien nach Süddeutschland zu senden, woraus sich schließlich die Nuntiatur in Graz entwickelte. Nach seinem Tod am 29. Dezember 1583 wurde er in Rom in der Kirche Santa Maria sopra Minerva beigesetzt.
Einige behaupteten seinerzeit, er wäre ein Mensch, der zwei Herren dienen wollte – dem Kaiser und dem Papst.